# Siecień Rumunki
Siecień Rumunki (prononciation : [ˈɕet͡ɕeɲ ruˈmuŋki]) est un village polonais de la gmina de Brudzeń Duży dans le powiat de Płock de la voïvodie de Mazovie dans le centre-est de la Pologne.
Il se situe à environ 5 kilomètres au sud de Brudzeń Duży (siège de la gmina), 16 kilomètres au nord-ouest de Płock (siège du powiat) et à 112 kilomètres au nord-ouest de Varsovie (capitale de la Pologne).
Le village compte approximativement une population de 183 habitants en 2011.

## Histoire
De 1975 à 1998, le village appartenait administrativement à la voïvodie de Płock.